# Algemeen kinderziekenhuis Good-Engels
Het algemeen kinderziekenhuis Good-Engels was een ziekenhuis in de Albert Grisarstraat in de wijk Haringrode in het district Antwerpen van 1972 tot 1998. Het gebouw veranderde door de jaren heen van functie, maar bleef grotendeels bewaard.

## Geschiedenis
Het kinderziekenhuis is oorspronkelijk gebouwd als weeshuis voor meisjes, het zogenaamde 'meisjeshuis' en is in gebruik genomen in 1882. Tijdens de Eerste Wereldoorlog was het tijdelijk een militair hospitaal. Tijdens de Tweede Wereldoorlog werden de gebouwen ook gebruikt als hulpziekenhuis voor oorlogsgewonden. Antwerpen werd op 22, 23 en 24 december 1944 getroffen door drie V-bommen, waardoor het Adolf Stappaertsgasthuis in de wijk Kiel geëvacueerd werd. Vanaf dan werd het ondergebracht in de gebouwen van het meisjeshuis.
In 1955 verhuisde de kinderafdeling van het Stuivenberggasthuis naar het gebouwencomplex in de Albert Grisarstraat, de afdeling kreeg toen de naam Kinderziekenhuis Good-Engels. In 1972 verdween het Adolf Stappaertsgasthuis en werden de gebouwen volledig ingenomen door het kinderziekenhuis, dat toen de naam Algemeen Kinderziekenhuis Good-Engels kreeg en ook geaffilieerd werd met de UIA. De naam van het kinderziekenhuis wijzigde nog een keer in 1980, naar Algemeen Kinderziekenhuis Antwerpen.
Sinds 1979 is in de rechtervleugel het Vertrouwenscentrum kindermishandeling gevestigd, opgericht door professor Robert Clara.
In 1998 verhuisde het kinderziekenhuis naar de ZNA campus Middelheim en heet sindsdien Koningin Paola Kinderziekenhuis. Het vertrouwenscentrum kindermishandeling kreeg op dat moment beschikking over dubbel zoveel ruimte dan voordien.

### Galerij

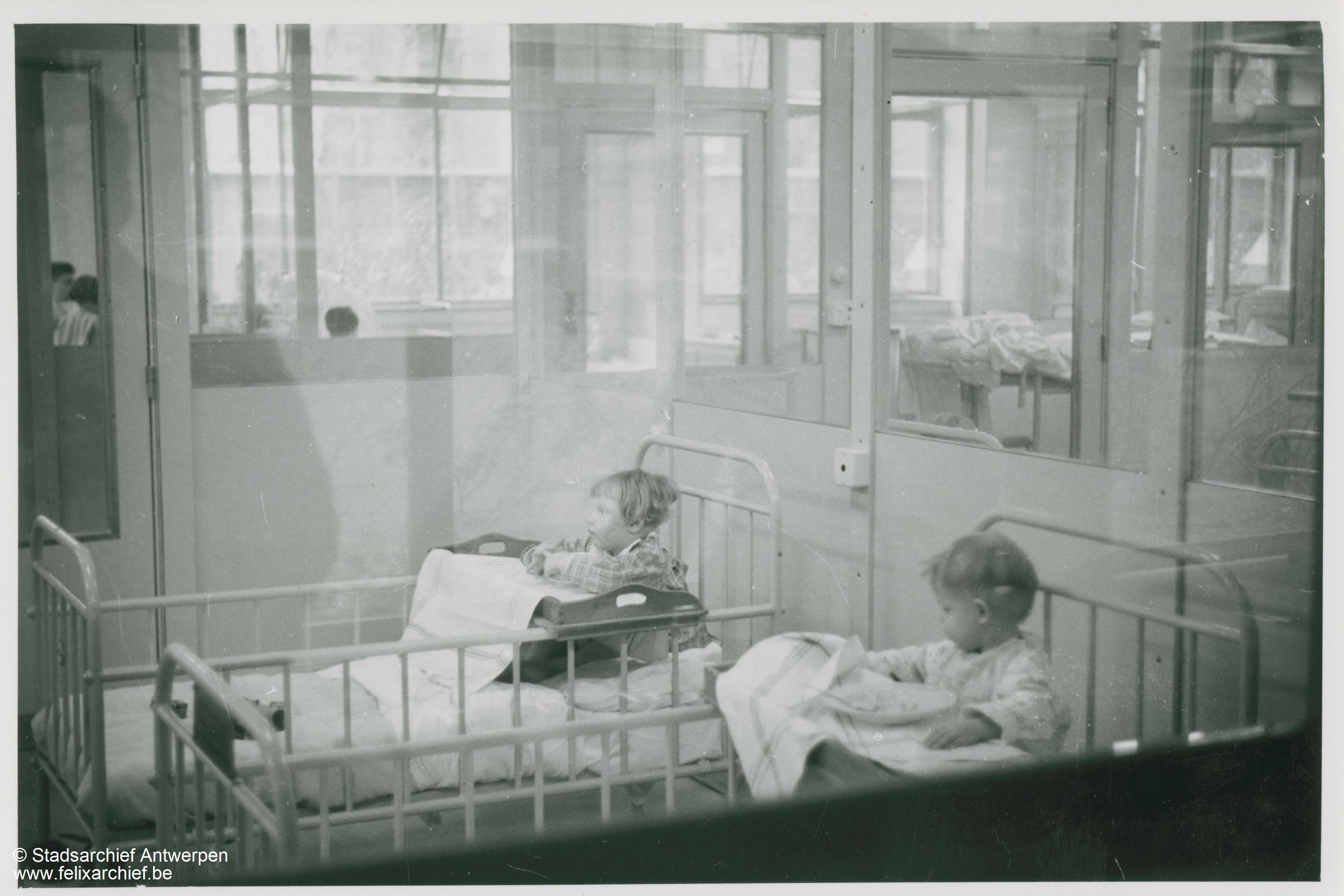
Maaltijd voor kinderen - foto genomen tussen 1950-1980
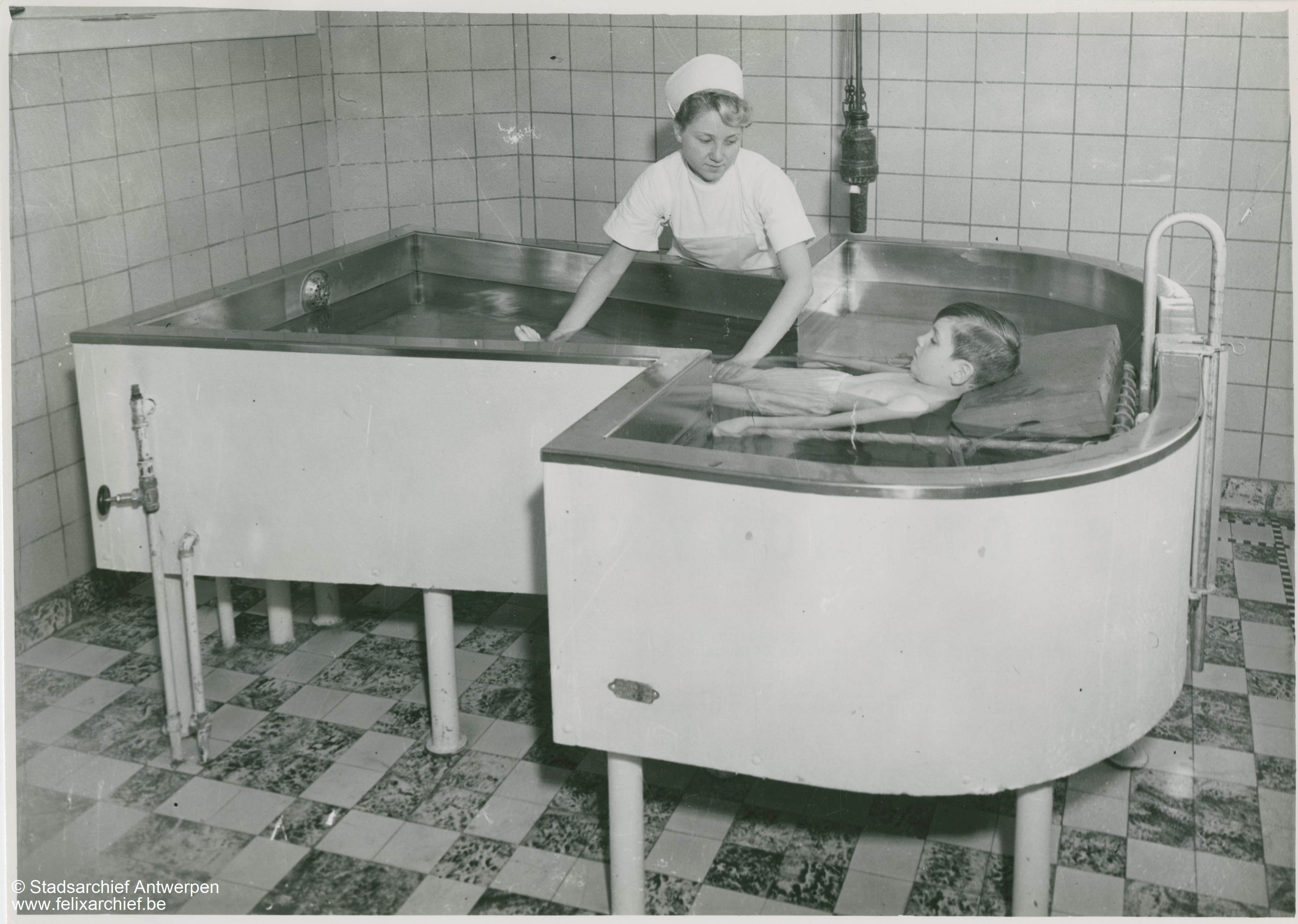
Hydrotherapeutische badkuip geschonken door verbond 'Hoop' - 1955
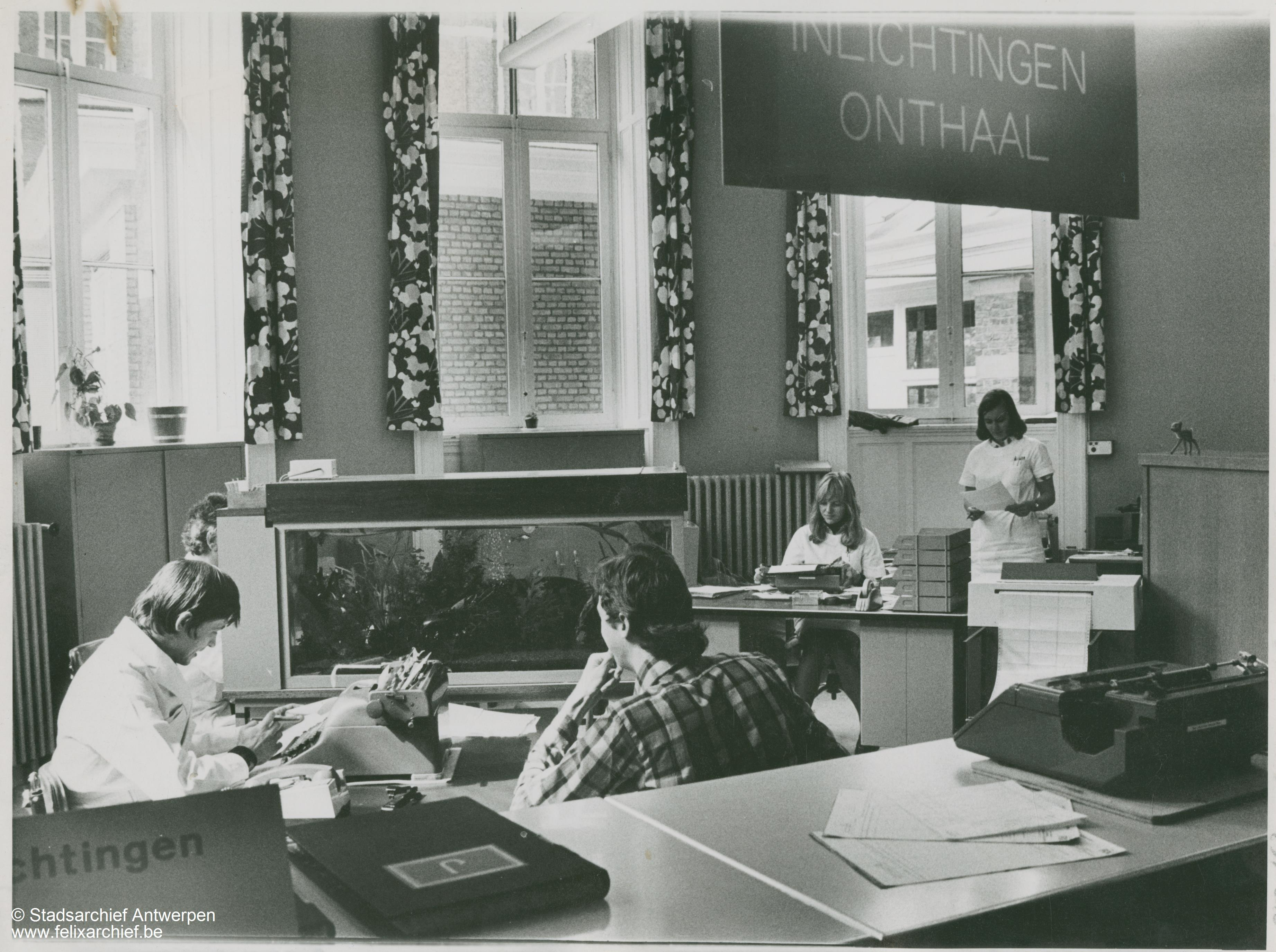
Inlichtingen en onthaal - 1975
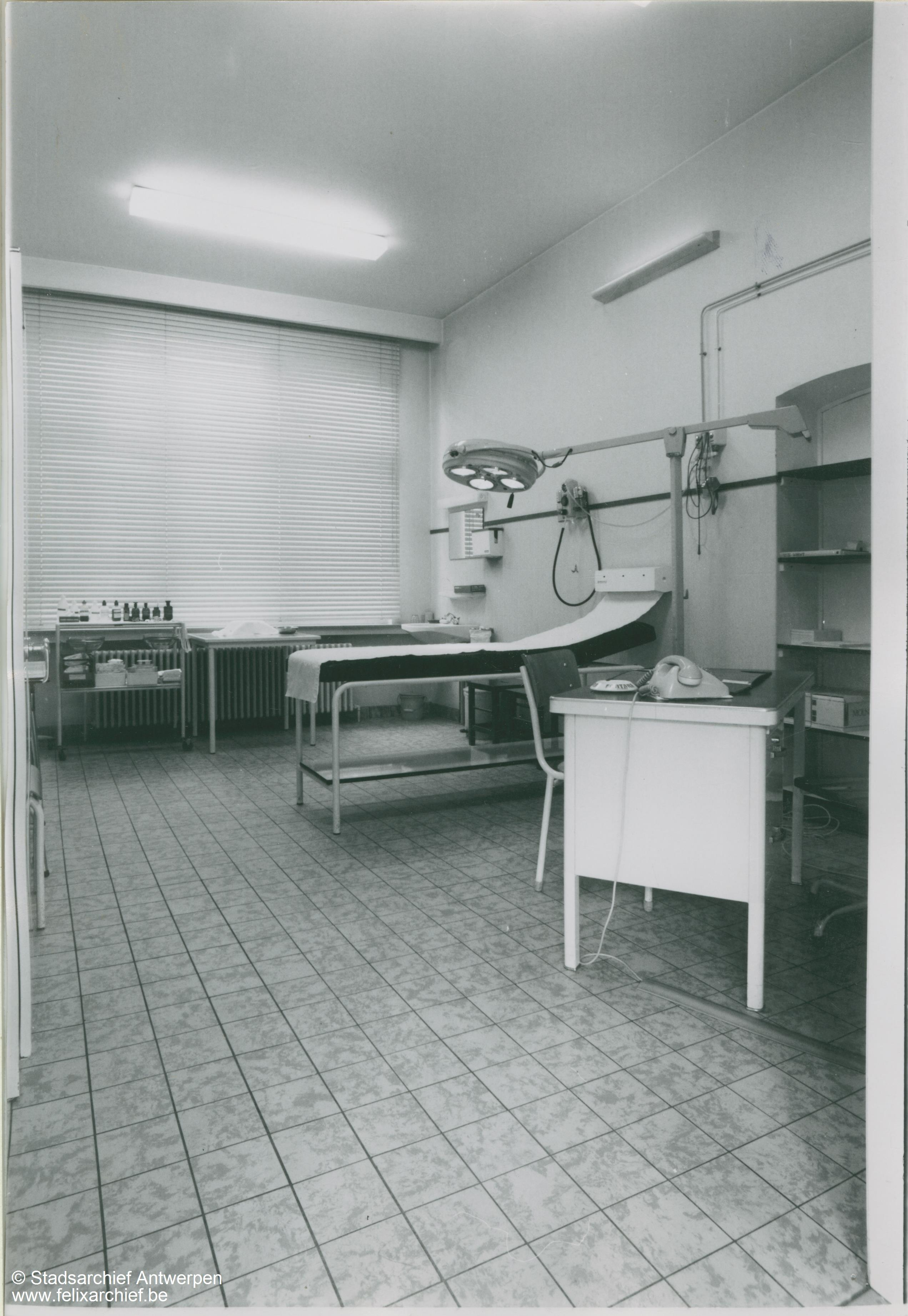
Onderzoekskamer - 1975
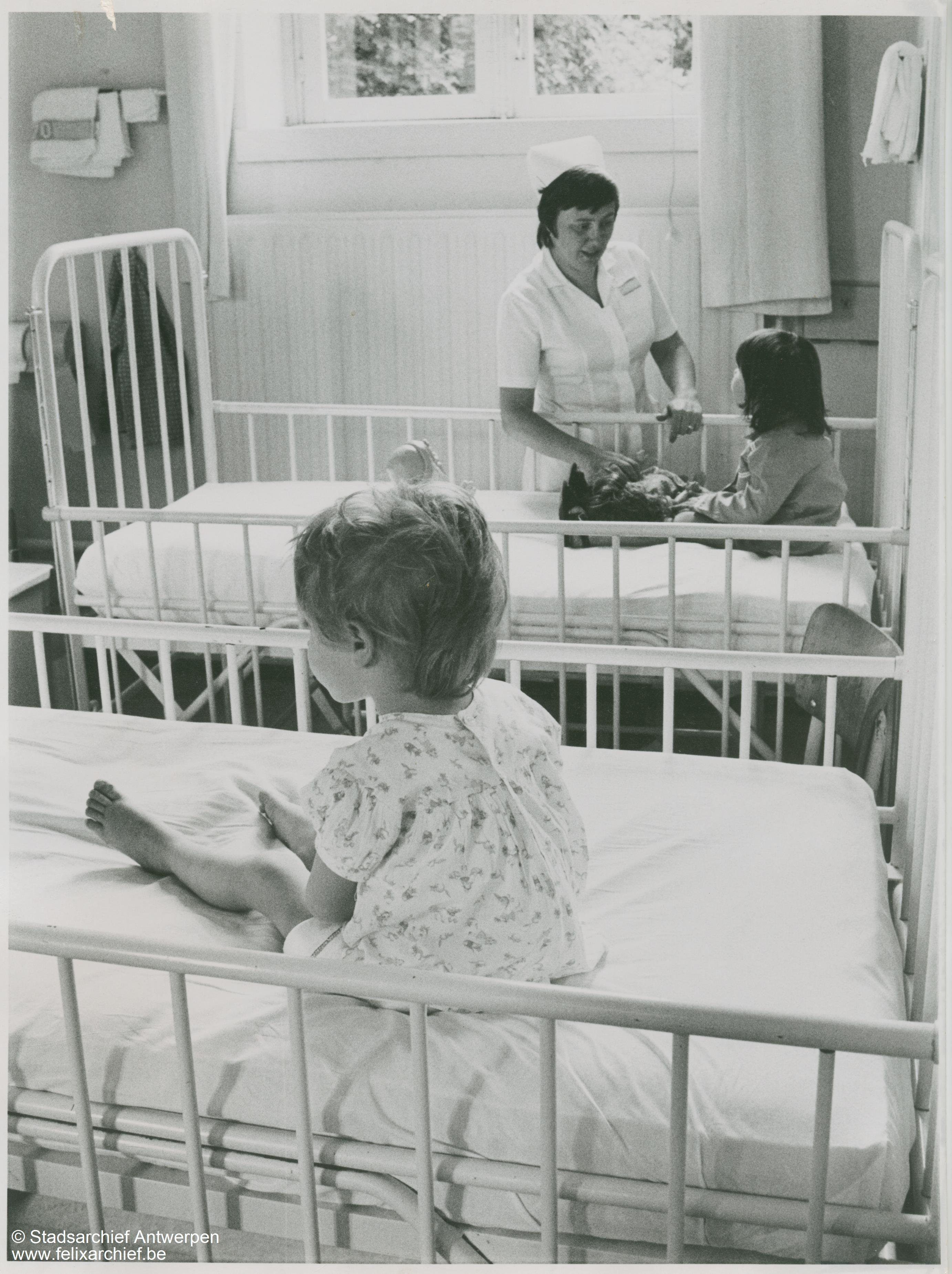
Kinderen met verpleegster in kinderkamer - 1975
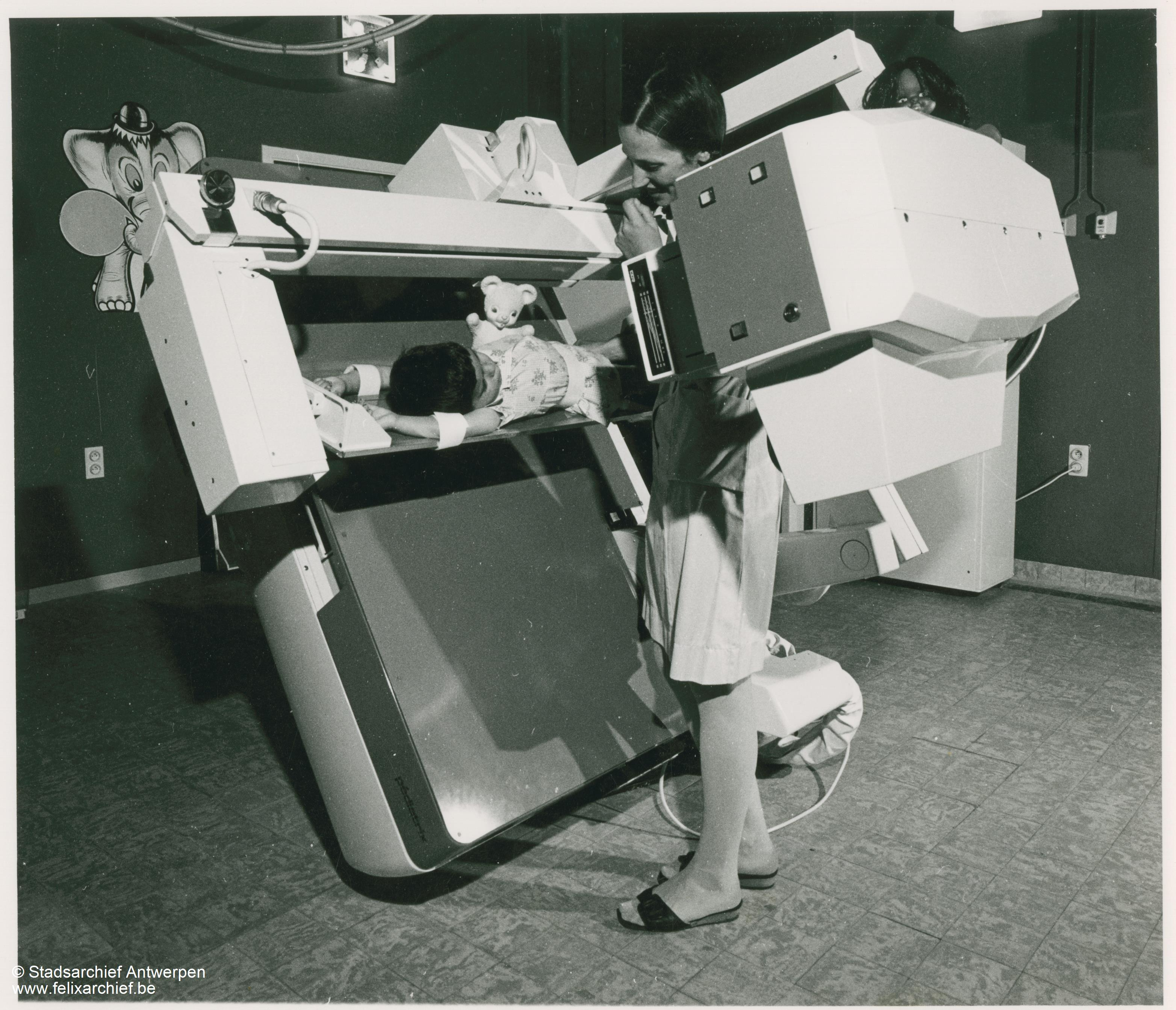
Telebediende röntgentafel pediatrie - 1976

## Oorsprong naam
In 1933 werd in de rechtervleugel van het gebouwencomplex aan de Albert Grisarstraat nummer 23 de Kinderkribbe Good-Engels opgericht, waar kinderen jonger dan 5 jaar werden opgevangen. De kinderen van het echtpaar Charles Good en Johanna Engels, die de kribbe oprichtten, noemden deze zo ter ere van hun ouders, die zich beiden engageerden in de liefdadigheid.
Het graf van de familie Good-Engels kan nog bezocht worden op de Antwerpse begraafplaats Schoonselhof.

## Huidige situatie
De rechtervleugel, waar vroeger de kinderkribbe was ondergebracht, is sinds 2003 grotendeels in gebruik als serviceflats. Ook het vertrouwenscentrum kindermishandeling is daar nog gevestigd. Het poorthuis en de linkervleugel zijn omgebouwd tot lofts en appartementen. Het plein tussen het poortgebouw en de zijvleugels kreeg in 2002 de naam Professor Claraplein, als postuum eerbetoon aan de bekende Antwerpse kinderarts.

### Galerij

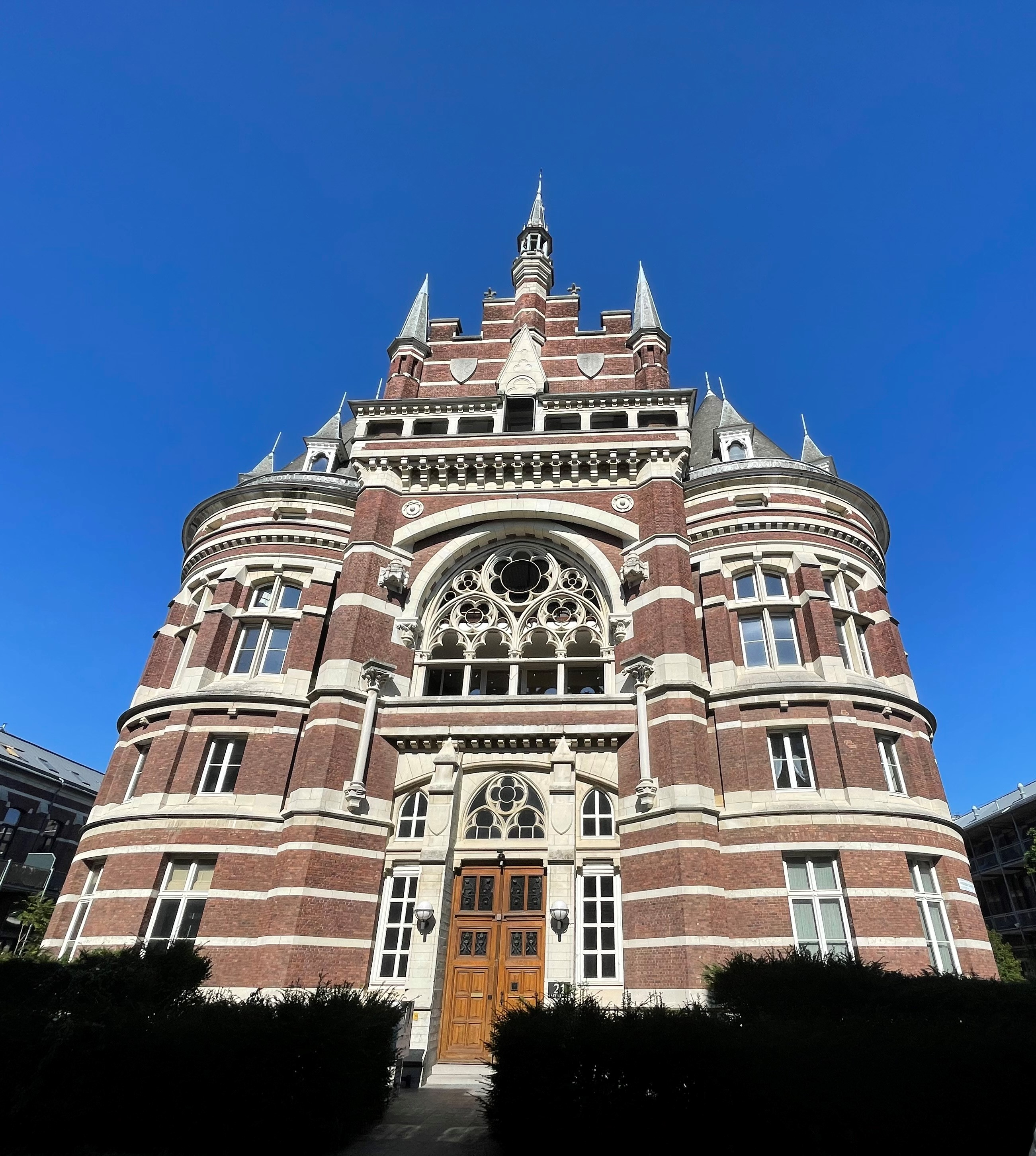
Poortgebouw 2023
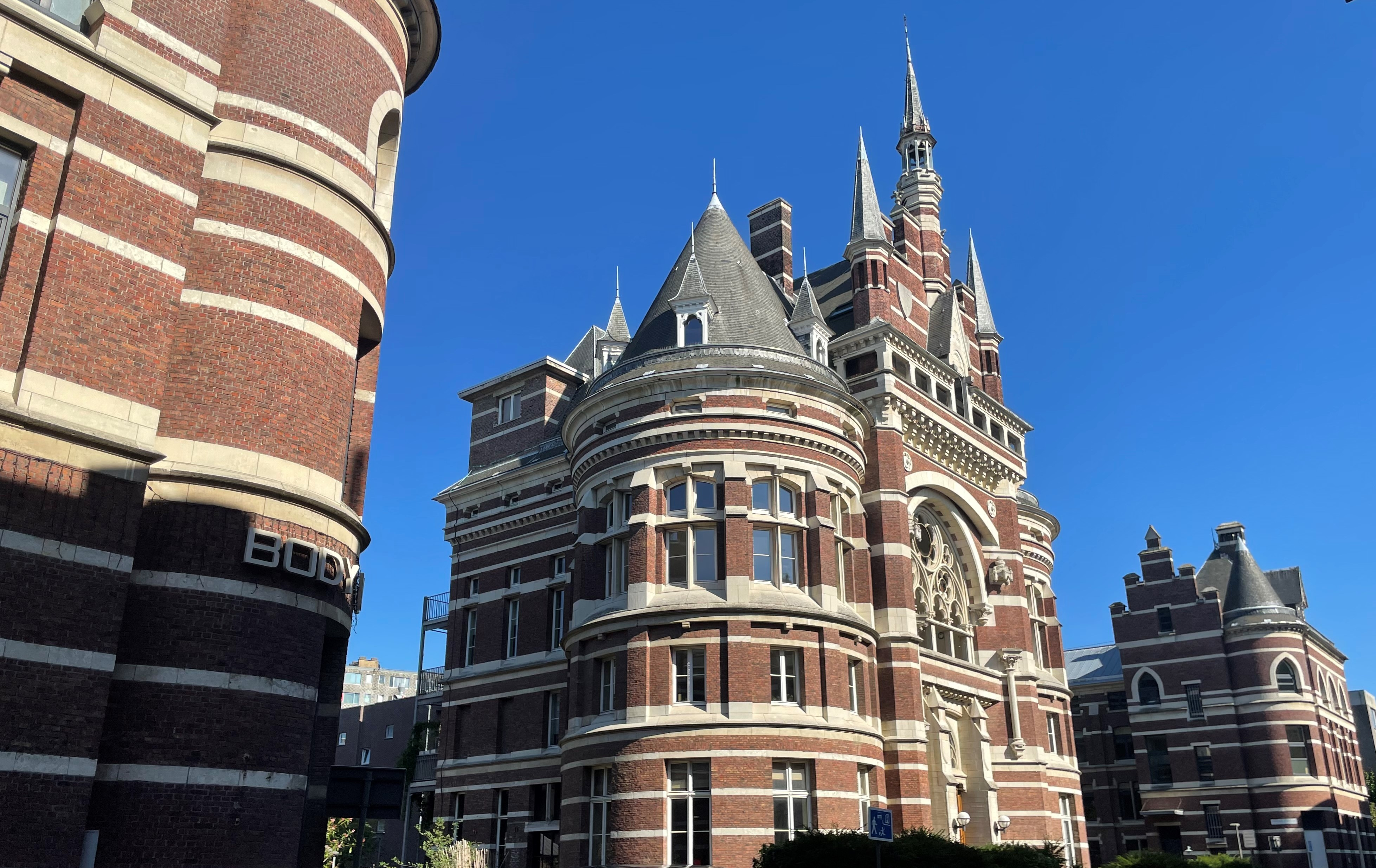
Zijaanzicht 2023
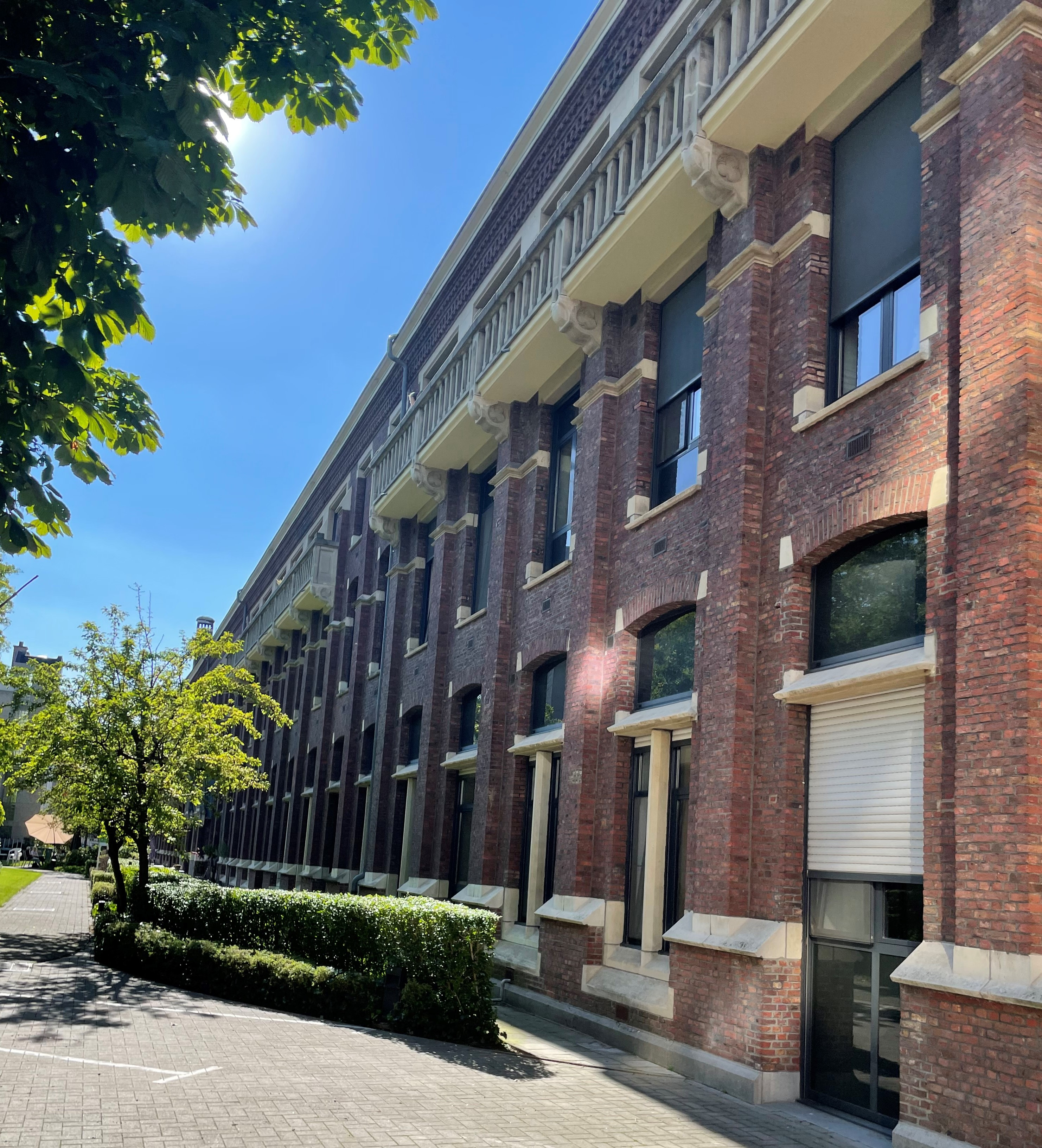
Rechtervleugel 2023
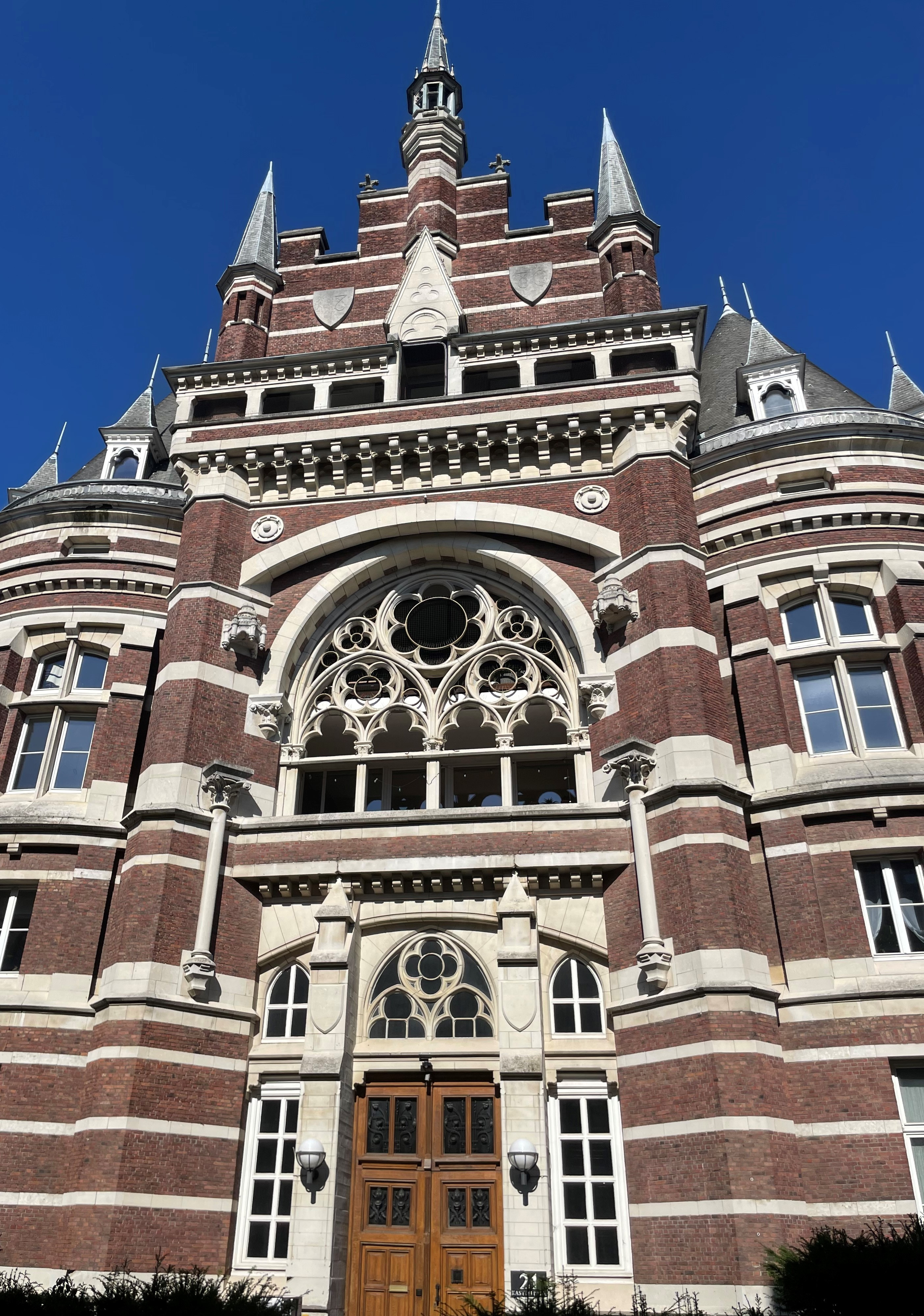
Poortgebouw detail 2023